# Stiftskerk Sint-Petrus en Johannes de Doper
De Stiftskerk Sint-Petrus en Johannes de Doper (Duits: Stiftskirche St. Peter und Johannes der Täufer) is de kloosterkerk van een voormalig augustijner proosdij en tegenwoordig de katholieke parochiekerk van de Duitse plaats Berchtesgaden (Beieren).

## Geschiedenis
De eerste bouw van de kerk dateert volgens een inschrift uit de eerste helft van de 12e eeuw. In de tweede helft van dezelfde eeuw volgde de verbouwing van de kerk tot een drieschepige romaanse pijlerbasiliek met vermoedelijk de eerste torens, waarvan verder geen beschrijving noch een afbeelding bekend is. Midden in de 13e eeuw werd de kerk als deel van het stift met een uitstekend bewaarde kruisgang, een voorhal en twee torens vergroot.
Rond het einde van de 13e/begin 14e eeuw begon de gotisering van de kerk met de bouw van een vroeggotisch koor. De noordelijke voorhal werd in 1474 gebouwd. In het begin van de 16e eeuw gaf proost Gregor Rainer opdracht tot een grote renovatie en de aanbouw van een sacristie.
Van de oorspronkelijke romaanse en gotische bouw is relatief weinig bewaard gebleven. Het huidige aanzien van de kerk is vooral het resultaat van de talrijke verbouwingen in de 19e eeuw. Van de oudste bouwperiode resteert nog slechts het eenvoudige binnenportaal in de romaanse stijl.
De kerk werd in 1382 geplunderd door troepen van Frederik van Beieren, die op verzoek van proost Ulrich I Wulp te hulp schoot om diens positie zeker te stellen. De proost wilde een aantal hervormingen doorvoeren, waaronder een aantal bezuinigingen om de financiële uitgaven te beteugelen, een versobering van het kloosterleven en een herstel van de orderegels. Deze hervormingen leidden echter tot heftig verzet van een aantal koorheren die een tegenproost benoemden. Het schisma eindigde na bemiddeling van de bisschop van Freising met het compromis dat beide proosten met pensioen werden gestuurd.
Ernstiger was de verwoesting van de torens door blikseminslagen. De zuidelijke toren werd in 1596 getroffen en in 1819 de noordelijke toren. Beide torens werd in de jaren 1864-1866 in de neoromaanse stijl herbouwd.
De proosdij werd in 1803 opgeheven. Vanaf dat moment werd de stiftskerk de parochiekerk van Berchtesgaden. De aan de kerk gelegen kloostergebouwen van het koorherenstift gingen samen met de 13e-eeuwse kruisgang in 1810 over in het bezit van het Huis Wittelsbach. Leden van de familie gebruiken ook nu nog de gebouwen als koninklijk slot.

## Inrichting[1]
Verrassend is het grote gotische kerkschip met de ronde zuilen en netgewelven. Het hoogkoor is een zeldzaam voorbeeld van vroege gotiek in Beieren. Van de portalen die naar binnen leiden is het westelijke romaans, het noordelijke gotisch. Bijzonder mooi is het 15e-eeuwse koorgestoelte.
De altaren dateren uit het midden van de 17e eeuw. Het marmeren hoogaltaar uit de jaren 1663-1669 werd gemaakt door Bartholomäus von Opstall. Het altaarbeeld met de voorstelling van Maria-Tenhemelopneming is een werk uit 1665 van de latere Weense hofschilder Johann Spillenberger en siert op hoogtijdagen een zilveren antependium uit 1735 van de Augsburgse meester Franz Thaddäus Lang. Van dezelfde meester stamt ook het rococo-altaaropzet met het zilveren tabernakel. Het tabernakel wordt geflankeerd door de beelden van Johannes de Doper en de heilige Petrus (links) en de heilige Augustinus en de heilige Paulus (rechts). De beide zijaltaren in het kerkschip uit 1657 en 1666 zijn aan de heiligen Sebastiaan en Augustinus gewijd. In het koor bevinden zich sinds de laatste renovatie in de jaren 1995-1998 een tweetal in de jaren 1960 verwijderde zijaltaren van de heilige Stefanus (links) en van de heilige Johannes op Patmos.
Opmerkelijk zijn ook de loges in rococostijl die als zwaluwnesten aan de grensmuur met het stiftsgebouw hangen (1750). Bijzondere vermelding verdienen nog de talrijke grafmonumenten van de proosten, die uit de 15e tot het begin van de 19e eeuw dateren. De fraaiste grafmonumenten zijn van proost Petrus Pienzenauer († 1432) en proost Gregor Rainer († 1522).

## Orgel
Het orgel werd in 1969 door Carl Schuster uit München gebouwd. Het bezit 31 registers verdeeld over drie manualen en pedaal. De speel- en registertracturen zijn elektrisch.

## Afbeeldingen

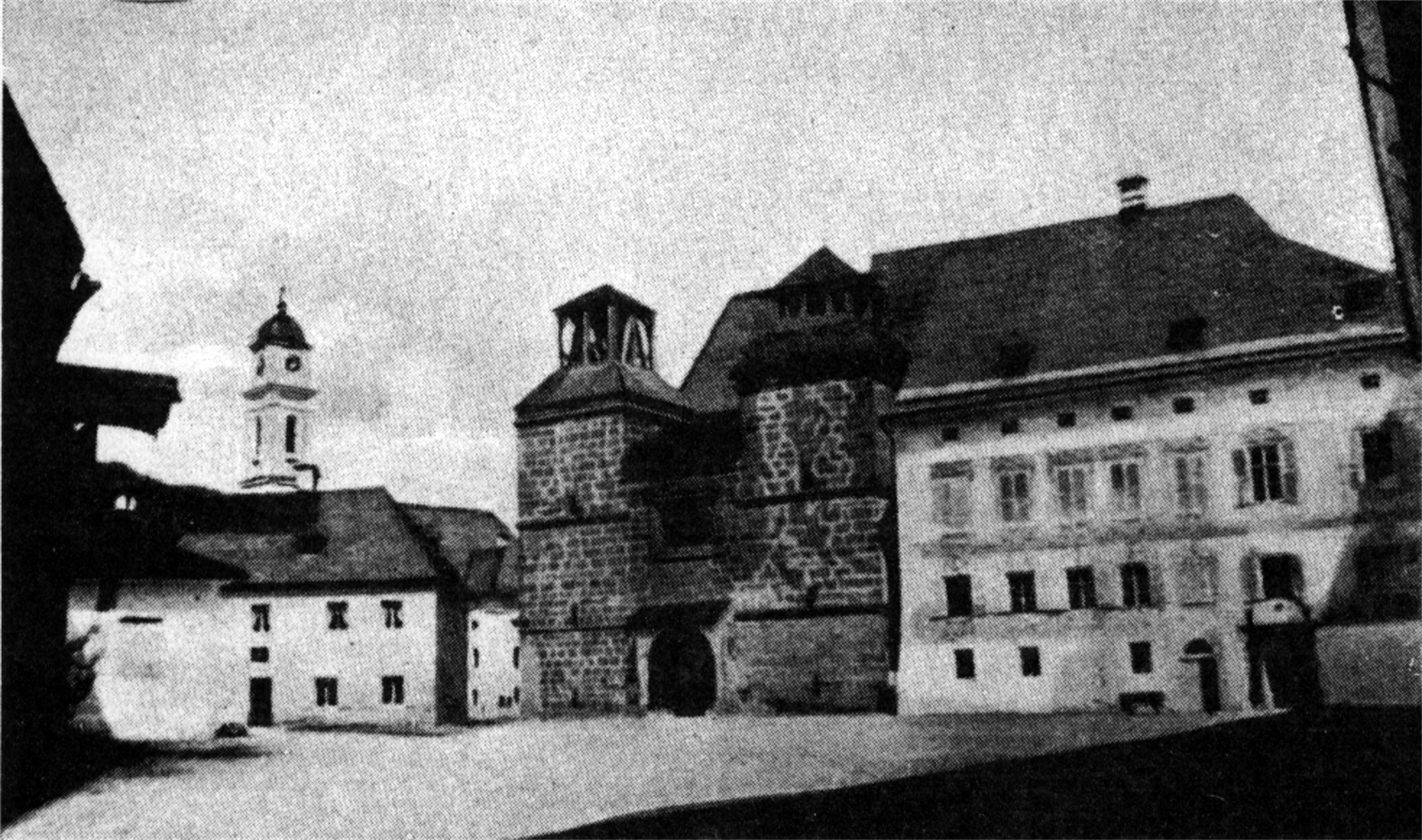
Historische afbeelding van de kerk in 1863
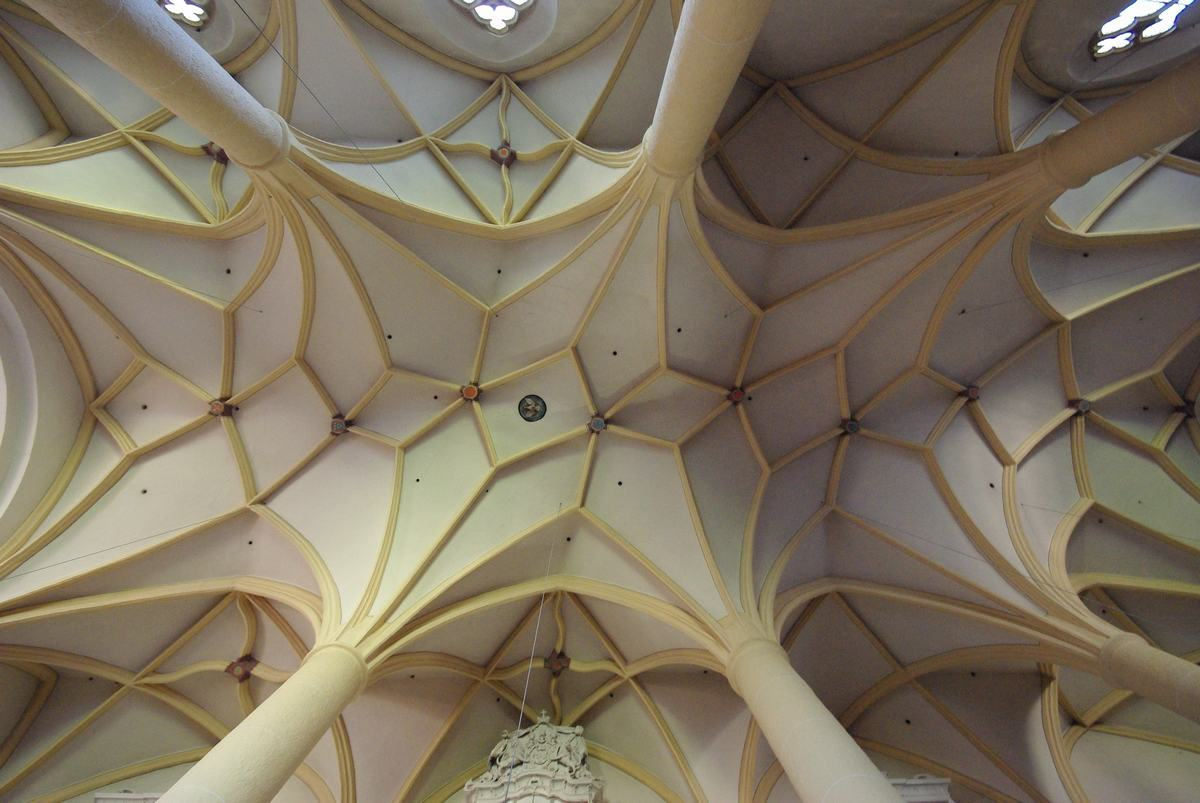
Gewelven
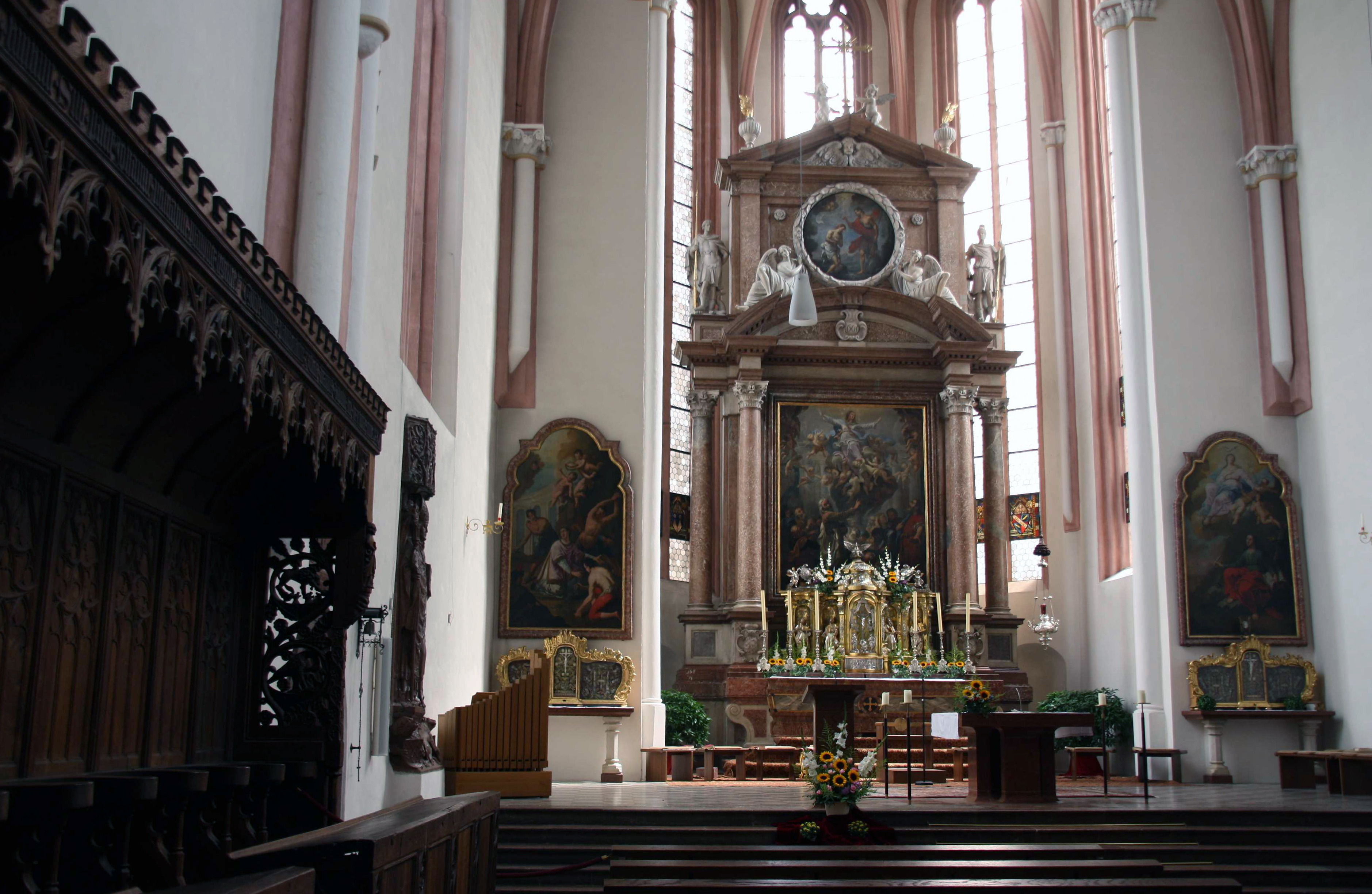
Hoofdaltaar
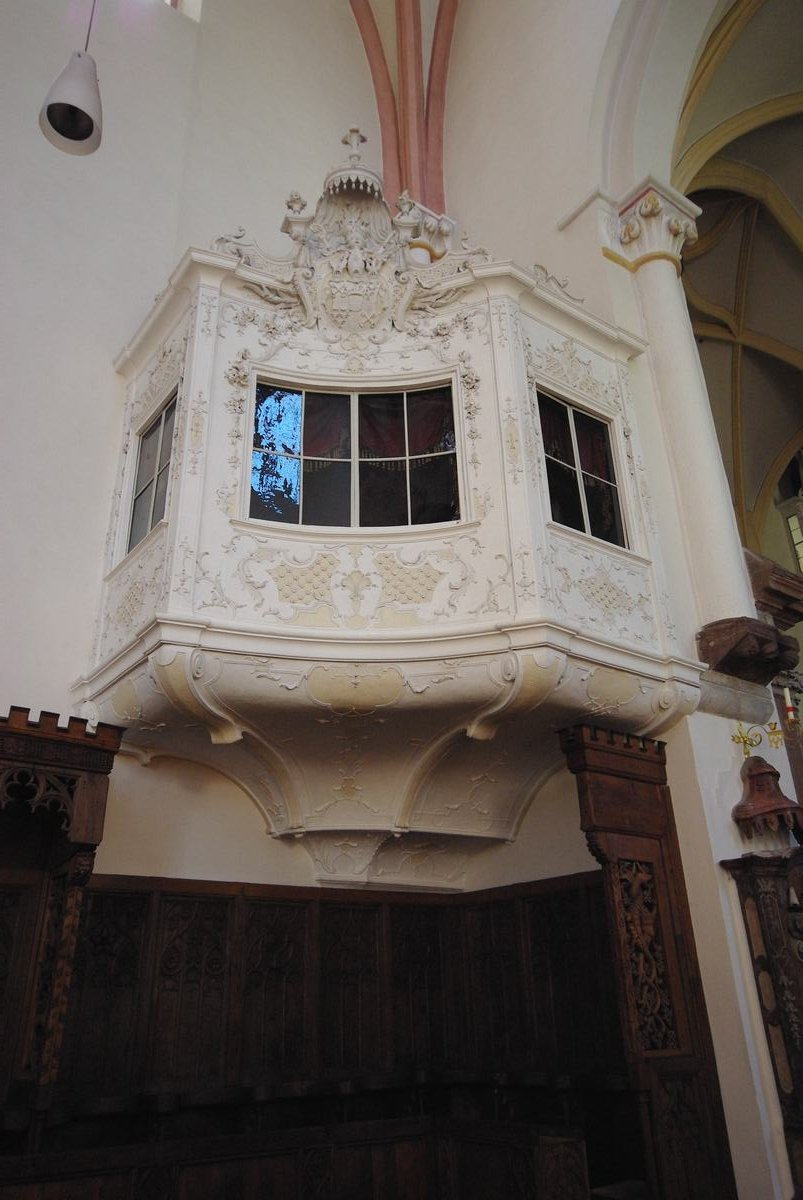
Loge
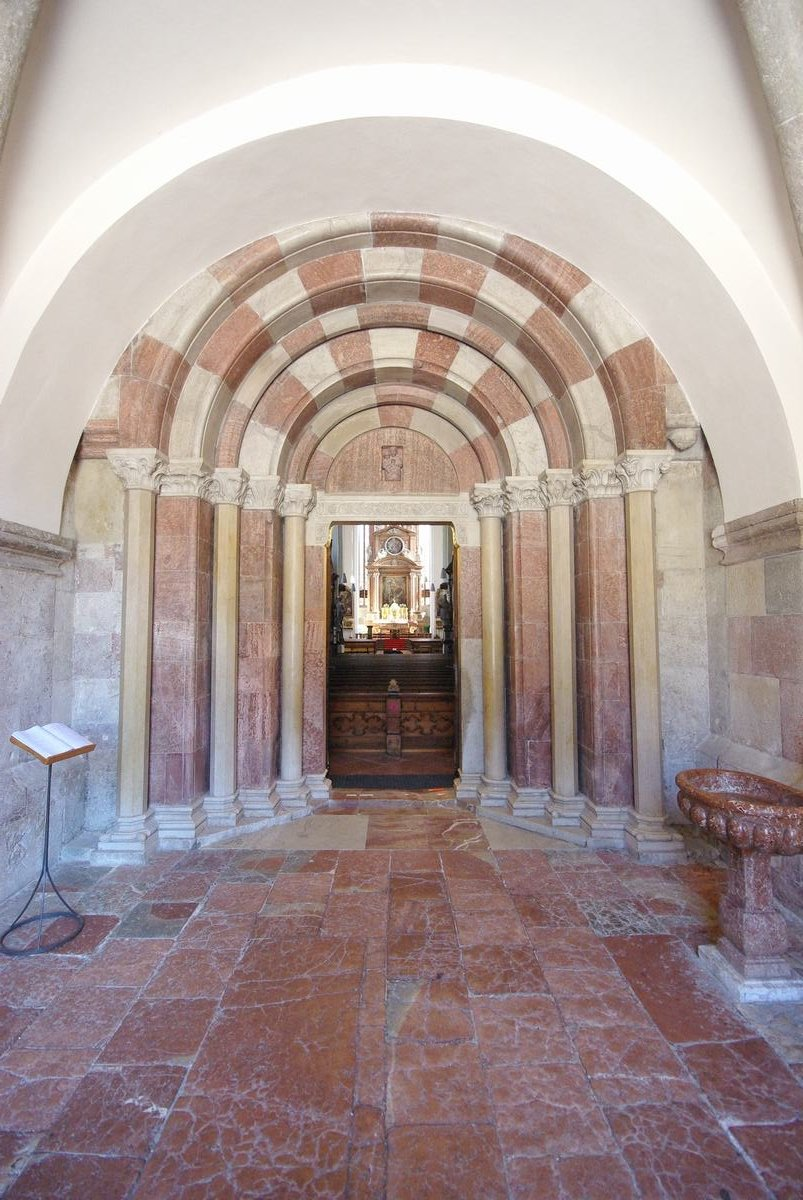
Romaans binnenportaal
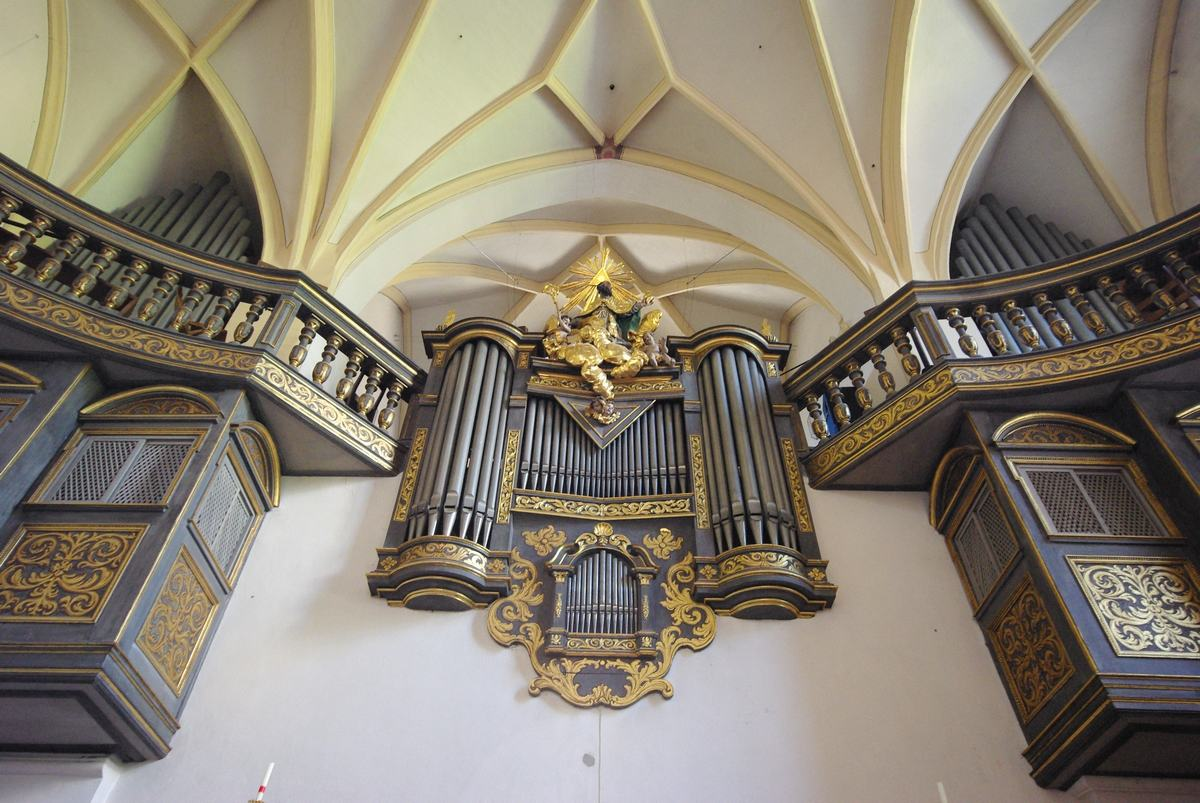
Orgel